# Смертельна зброя 4
«Смерте́льна збро́я 4» (англ. Lethal Weapon 4) — американський бойовик 1998 року режисера Річарда Доннера.

## Сюжет
Ріггс і Мерта проводять затримання людини, одягненої в броню, в ході якого дізнаються, що Ріггс скоро стане батьком, а Мерта дідусем. Через майже дев'ять місяців, вони вирушають на риболовлю, прихопивши з собою Лео, який зловив маленьку акулу. Несподівано з'являється корабель, на якому чутно постріли. Ріггс намагається схопити капітана, але марно, а новий човен Мерта пішов на дно через діжку, що в неї влучила. На судні опиняються сотні китайських біженців. Однак не всі вони були перехоплені поліцією: одній сім'і вдалося втекти на старому човні, де їх знайшов Мерта.
Вранці Ріггс із Лорною обговорюють свіжі новини. Так Ріггс дізнається, що на Мерта прийшла анонімка і його зять поліцейський. Потім вони приходять в будинок Мерта і знаходять там ту саму сім'ю, намагаючись дізнатися, хто відповідав за перевезення людей. Детективи виходять на слід Бенні Чена. Прихопивши з собою молодого детектива Бісквітера, вони приходять в ресторан Бенні Чена на прізвисько дядько Бенні, де вперше бачать Ван Сін Ку. На виході з ресторану Ріггс бачить капітана корабля. Він знову упускає його після гонитви, однак той не встигає далеко втекти — Ван Сін Ку вбиває його. Потім гине людина, що працювала в еміграційній службі і отримувала гроші від Бенні, також за наказом Ку.
Ван Сін Ку шукає зниклу з корабля сім'ю і знаходить в будинку Мерта. Зав'язується бійка, в результаті якої члени сім'ї детективів і вони самі виявляються зв'язаними в палаючому будинку. Дивом звільнившись завдяки маленькому хлопчикові на ім'я Пінг, який зумів сховатися, Ріггс і Мерта вирушають у гонитву, наздоганяють одну із машин і вбивають злочинців, не встигнувши у них нічого довідатися. Накачавши дядька Бенні звеселяючим газом, слідчі дізналися про якихось «чотирьох батьків» і «ян мімбі», а також про те, що дядько Бенні спить з обома сестрами своєї дружини, а детектив Бісквітер є зятем Мерта і батьком дитини його дочки.
Нарешті знайшовши лігво Тріади, а в ньому тіла дядька Бенні, Хонга і дядька Хонга, вони розуміють, що дядько Хонга був гравером і розплачувався з мафією своєю роботою, створюючи кліше для друку фальшивих юанів. Дізнавшись у колег, хто такі четверо батьків, вони знаходять спосіб зупинити угоду між Тріадою, яку представляє Ван Сін Ку, і китайським генералом, який таємно вивіз батьків для подальшого продажу. Втрутившись в угоду, Ріггс і Мерта стають причиною перестрілки між мафією і військовими з одного боку та поліцією з іншого. Бісквітер отримує кулю прикриваючи Мерта, гине і генерал, усі четверо батьків і більша частина мафії. Ріггс дізнається, звідки у Мерта гроші — його дружина стала популярною письменницею Ебоні Кларк. Ван Сін Ку іде на пірс разом із братом, але той помирає. Ріггс і Мерта виходять до Вана і затівають фінальну бійку, під час якої Мерта втрачає свідомість, а Ріггс падає у воду разом з Ван Сін Ку. Ван намагається задушити Ріггса, але Ріггс витягує автомат з перевернутої машини і вистрілює всю обойму у Ван Сін Ку.
Ріггс приходить на кладовище запитати поради у своєї покійної дружини Вікторії Лін. Прямо звідти він їде у лікарню, де Лорна відмовляється народжувати, поки вони з Ріггсом не одружаться, їх вінчає Раввин. В той же час там народжує дочка Мерта, пологи проходять успішно. Згодом з'являється Мерфі і повідомляє новоспеченим капітанам, що вони знову сержанти. Фільм закінчується спільною фотографією.

## У ролях
| Актор        | Роль                           |
| ------------ | ------------------------------ |
| Мел Гібсон   | Мартін Ріггс                   |
| Денні Гловер | Роджер Мюрто                   |
| Джо Пеші     | Лео Гетс                       |
| Рене Руссо   | Лорна Коул                     |
| Кріс Рок     | Детектив Лі Бесквітер          |
| Джет Лі      | Ва Сінг Ку                     |
| Стів Кехен   | капітан Ед Мерфі               |
| Кім Чан      | Бенні Чан / Дядько Бені        |
| Дарлен Лав   | Тріш Мерто                     |
| Трейсі Вулф  | Ріана Мерто Бесквітер          |
| Едді Ко      | Хонг                           |
| Джек Келер   | людина Державного Департаменту |
| Келвін Джунг | детектив Нг                    |

### Гонорари
- Мел Гібсон — $ 25 000 000
- Денні Гловер — $ 7 000 000
- Джо Пеші — $ 3 000 000
- Рене Руссо — $ 3 000 000
- Кріс Рок — $ 2 000 000

## Українське закадрове озвучення

### Багатоголосе закадрове озвучення (Телекомпанія«Інтер», 2003)
Ролі озвучували: Владислав Пупков, Андрій Твердак та Людмила Ардельян

### Двоголосе закадрове озвучення (Студія«1+1», 2005)
Ролі озвучували: Олександр Завальський та Наталя Ярошенко

## Цікаві факти
- Роль Джета Лі спершу пропонували Джекі Чану, але він відмовився, оскільки не бажав грати негативного героя.
- У сцені, де Ріггз та Мерта вітають один одного з підвищенням, вони кілька разів тиснуть один одному руки та віддають честь. Точно така ж сцена присутня у «Вічно молодому» (1992) між Мелом Гібсоном та Джорджем Вендтом.
- Кім Чан зіграв персонажа на ім'я «дядько Бенні». Так само звали його героя у «Корупціонері» (1999).
- В усіх частинах «Смертельної зброї» зіграли наступні актори: Мел Гібсон (Ріггз); Денні Гловер (Мерта); Дарлін Лав (дружина Мерти); Трейсі Вульф, Деймон Хайнс та Ебоні Сміт виконували ролі дітей Мерти; Стів Кехен (капітан Мерфі); Марі Еллен Трейнор (доктор Вудс).
- Пол Тюрп зіграв в усіх частинах «Смертельної зброї», але завжди з'являвся у різних ролях. Він зіграв найманця в першій частині, вбивцю у другій, помічника № 3 у третій, та пілота гвинтокрила у четвертому фільмі.
- Автомобільна погоня на шосе та бійка між Ріггзом та китайцем знімалася на шосе 215 у Лас-Вегасі.
- Зйомки фільму почались у січні, за сім місяців до прем'єри. Монтаж фільму зайняв близько трьох тижнів.
- Трейлер Ріггза знаходиться у тому ж місці, що і трейлер Джима Рокфорда у «The Rockford Files» (1974).
- Коли почалися зйомки, сценарій фільму ще не був дописаний.
- Фраза Роджера Мерти (Денні Гловер) «Я застарий для цього лайна!» промовляється в кожній частині «Смертельної зброї». Тільки в цьому фільмі її говорить Ріггз у дещо зміненому варіанті: «Ми не застарі для цього лайна!».
- У телевізійних роликах, що рекламували фільм, Кріс Рок носив поліцейську форму та пародіював Ріггза. У фільмі ми жодного разу не бачимо його в поліцейській формі. Але на фінальних титрах на одній із фотографій можна побачити Кріса, одягненого у форму.
- Кількість убитих: 30.

## Премії та нагороди
- Премія «Bogey Award» у 1998 році в категорії «Найкращий фільм» (Warner Bros. Filmverleih (distributor)).
- 4 номінації на премію каналу «MTV» у 1999 році: «Найкраща комедійна роль» (Кріс Рок), «Чоловічий прорив року» (Кріс Рок), «Найкраща екшн-сцена» (Мел Гібсон та Денні Гловер), «Найкращий лиходій» (Джет Лі).
- Номінація на премію «American Comedy Award» у 1999 році в категорії «Найкращий комедійний актор» (Кріс Рок).
- Премія «BMI Film Music Award» у 1999 році в категорії «Найкраща музика до фільму» (Майкл Кеймен).
- 2 премії «Blockbuster Entertainment Award» у 1999 році: «Найкращий актор другого плану» (Кріс Рок), «Найкраща акторка другого плану» (Рене Руссо).
- 2 номінації на премію «Blockbuster Entertainment Award» у 1999 році: «Найкращий екранний дует» (Мел Гібсон та Денні Гловер), «Найкращий актор другого плану» (Джо Пеші).
- Номінація на премію «Image Award» у 1999 році в категорії «Найкращий комедійний актор» (Кріс Рок).
- Номінація на премію «Golden Reel Award» у 1999 році в категорії «Найкращий монтаж звуку».
- Номінація на премію «Золота малина» у 1999 році в категорії «Найгірша чоловіча роль другого плану» (Джо Пеші).